# Матвій Єло-Малинський
Матвій Єло-Малинський (д/н — 1602), державний діяч Речі Посполитої, війт Луцька у 1576—1582 роках (з перервами).

## Життєпис
Походив з впливового волинського шляхетського роду Єло-Малинських гербу П'ятиріг. Син Михайла Єло-Малинського, королівського маршалка і луцького війта. Його матір'ю була Богдана Гнівошівна Яловицька. Вперше згадується у 1570 році. Тоді разом з братами Іваном і Костянтином з кількома десятками слуг захопив війтівський будинок, заявивши, що не боронять Б. Вілкошевському і далі мешкати в ньому, але не дозволяли Яну Добецькому зайняти луцьке війтівство, яким начебто перед тим Михайло Єло-Малинський поступився Добецькому. Того ж дня з братами прийшов до гроду і заявив, що його батько тримав війтівство у заставі від короля, який, маючи перед ними борг, передав війтівство їм у заставу. Крім того, брати Єло-Малинські повідомили, що не бачили королівського документа з вимогою передати війтівство Я. Добецькому.
Спільно з братами Іваном, Костянтином і Остафієм після смерті батька у 1572 році тримав луцьке війтівство. 1573 року розділив з братами батьківські володіння, отримавши 7 сіл та маєтків: Турянка, Вербоє, Богданівка, Тур'є, Білогородка, Стовпець та Столиці. Згодом одружився, але ім'я дружини та їх діти невідомі.
18 лютого 1576 року перейняв його у брата Остафія. У червні того ж року знову передав останнього, а у травні 1577 року вдруге отримав війтівство від Остафія Єло-Малинського. Внаслідок цього разом з братами чинив усіляке свавілля над міщанами, на що вони скаржилися до королівської канцелярії.
20 грудня 1578 року Матвій Єло-Малинський з братами заставили луцьке війтівство своєму вуйкові — кременецькому земському судді Антонію Гнівошевичу Єловицькому за 1600 кіп грошів литовських «зо всими платы, доходы, пожитки и присудом». Після цього війтівством оволоділи Олександр і Ян Жораницькі.
З вересня 1581 року війтівський уряд знову обійняв Матвій Єло-Малинський, який разом із братом Остафієм перейняв його за борги у 800 кіп литовських грошей. У вересні його мати призначила лентвійтом Якуба Клімашевського, який відразу почав збирати мита і штрафи, що викликало протест райців. Свої дії Богдана Гнівошівна пояснила розпорядженням свого сина Матвія Єло-Малинського. 21 грудня 1581 року Матвій засвідчив у гроді, що передав війтівство братові Остафію за суму боргу у 800 кіп грошів литовських. 21 грудня того ж року Матвій заставив уряд братові — луцькому ґродському судді Остафієві Єло-Малинському.
З 7 січня 1582 року луцьке війтівство перебувало у Матвія Єло-Малинського на правах оренди чи застави від Василя Жоравницького. Втім вже у квітні того ж року внаслідок отримання батьківського боргу Матвій віддав війтівство Василю Борзобогатому.
З початку 1580-х років обирається депутатом на Люблінський Коронний трибунал та послом на вальні сейми від Волинського воєводства. У 1589 році одружився з представницею заможного роду Боговитиновичів, отримавши як посаг міста Шумськ та Круголець. Завдяки цьому ще більше посилив свій вплив у Кременецькому повіті.
У 1592 році призначається королівським секретарем. Обіймав посаду до самої смерті. Восени 1596 року їздив разом із Лаврентієм Древинським послом Берестейського православного церковного собору до короля Сигізмунда III щодо визнання його рішень та самої православної церкви. Згодом був активним супротивником церковної унії.
У тестаменті (заповіті), складеному 12 листопада 1602 року в замку Вербоє, заповів поховати його «подле закону греческого». Помер того ж року.

## Родина
1. Дружина (невідома).
2. Дружина — Маруша-Тетяна, донька Степана Боговитиновича.
Діти:
- Олександр (пом. 1619)
- Данило
- Єва (д/н—1607), дружина Івана Лагодовського